# Krush, Kill 'n' Destroy
Krush, Kill 'n'Destroy, ook wel KKnD, is een serie van op doemscenario's gebaseerde real-time-strategyspellen gemaakt door Beam Software.

## Geschiedenis
KKnD werd uitgebracht in 1997, terwijl een tweede KKnD, namelijk KKnD2: Krossfire, uitkwam in 1998. Eind 1997 volgde KKnD Xtreme, een uitgebreide versie van het originele spel, dat extra missies en handigheden bevatte.
Alle spelen in de serie bevatten een campagne voor elke van de verschillende beschavingen in het spel, tezamen met multiplayermogelijkheden.

## Spellen in de serie
- KKnD
- KKnD Xtreme
- KKnD2: Krossfire

## Verhaallijn
In 2079 zorgt een nucleaire oorlog ervoor dat een kwart van de wereld bevolking bijna instant vermoord wordt. De infrastructuur stort in wanneer muterende virussen de mensen en dieren besmetten. De meeste overlevenden van de aanval leven nu ondergronds, maar degenen die niet onder de grond leven, zijn gemuteerd door de virussen. In 2141 komen de ondergrondse mensen naar het oppervlak nadat ze onder de grond hebben geleefd voor decennia. Het duurt niet lang, voordat de gemuteerden en de overlevenden elkaar ontmoeten.

## Gameplay
De gameplay in de KKnD serie is vrijwel gelijk aan dat van andere real time strategy spellen, zoals Command & Conquer en Starcraft. De speler gebruikt grondstoffen om gebouwen te bouwen, die dan weer eenheden en voertuigen kunnen creëren, die gebruikt worden om vijandige eenheden te verslaan.

## Legers
In KKnD en KKnD Xtreme kan de speler kiezen tussen de "Survivors" (overlevenden), dat zijn mensen met toegang tot technologie, of de "Evolved", de gemuteerde overlevenden van de nucleaire ontploffingen. In KKnD 2: Krossfire, is er een team van technologisch geavanceerde robots verkrijgbaar, genaamd "Series 9". Elk team heeft zijn eigen unieke selectie van eenheden en voertuigen.